# Фиск в Древен Египет
Постъпленията в хазната на Египет са различни през различните периоди. Приходите идват главно от облагането с данък на селяните и занаятчиите, както и на именията на благородниците и тези към храмовете, ако те са тяхна независима собственост. Приходите от данъците върху царските имения и занаятчийските работилници се увеличават значително през епохите на възход, благодарение на външните постъпления. Първоначално те идват от търговията с чуждите страни, която била предимно държавна. Далечните експедиции до Пунт, по-близките в кариерите и мините на околните пустини доставят екзотичните суровини и най-вече камъка и металите, от които Египет се нуждаел за скъпото си строителство и занаятите. Нубия, която е присъединена към Египет още по време на Старото царство, и разположеният още по-южно Куш, представляват голям източник на богатства за държавата.
Пред Новото царство експанзията на Египет в Азия му осигурява огромен източник на приходи чрез събирания от подчинените народи налог, нарастващ от значителните дарове от съседните народи, които искали да си осигурят благосклонността на фараона или съюз с него, или търсели в Египет пазари, както сторили критяните и финикийците. Най-съществената част от тези постъпления се разпределя за издръжка на многобройните държавни служители и придворни, за дарове на храмовете, за плащане на работниците и занаятчиите от царските ателиета, за култови постройки на фараони и божества, за издръжка на войската, която през Новото царство получила земи и пари, а това сериозно натоварило бюджета. В добавка, през същата епоха дипломатите на фараона го убедили да изплаща субсидии на някои азиатски държави, като Митани, за да съумеят да противостоят на натиска от могъщи държавни съперници. Освен всички тези разходи и личната хазна на фараона поглъщала голяма част от приходите на Египет.